# Schloss Kollersried

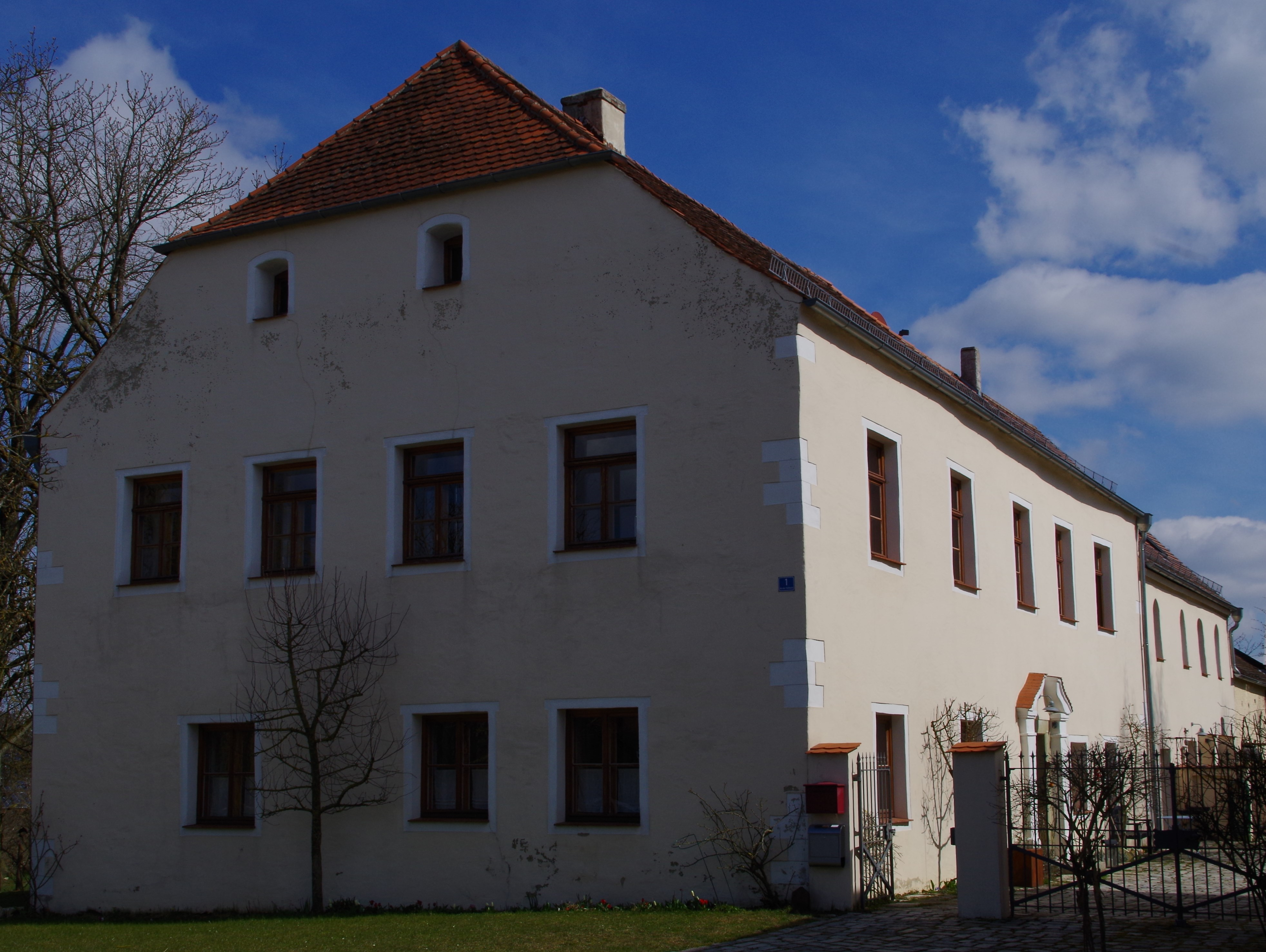
Schloss Kollersried (2015)

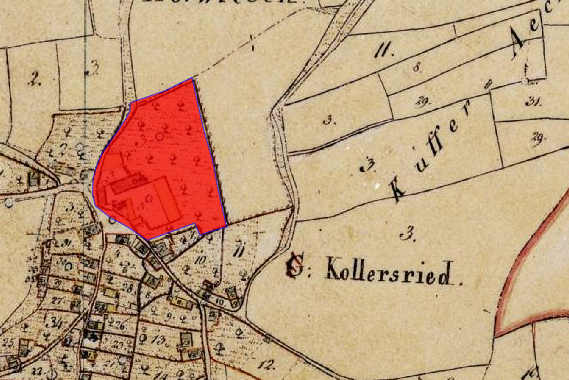
Lageplan von Schloss Kollersried auf dem Urkataster von Bayern

Das Schloss Kollersried liegt im Ortsteil Kollersried der Oberpfälzer Stadt Hemau im Landkreis Regensburg von Bayern. Das Schloss war Sitz einer Hofmark (Kollersried 3). Die Anlage ist unter der Aktennummer D-3-75-148-73 als denkmalgeschütztes Baudenkmal von Kollersried verzeichnet. Ebenso wird sie als Bodendenkmal unter der Aktennummer D-3-6936-0032 im Bayernatlas als „archäologische Befunde im Bereich des ehem. Schlosses und der Kath. Filialkirche St. Jakobus d. Ä. in Kollersried, darunter die Spuren einer mittelalterlichen Burganlage“ geführt.

## Geschichte
Kollersried (damals auch Choserochesriuth oder Koserokesriuth geschrieben) war im 12. Jahrhundert im Besitz des Klosters Prüfening, das diesen Ort um 1138 von  Bischof Otto vom Bistum Bamberg erhalten hatte. Die Herren von Choserochesriuth scheinen häufig in den Traditionen des Klosters Prüfening auf. Dabei erscheint bis zur Mitte des 12. Jahrhunderts ein Gotpold von Kollersried über ein Dutzend Mal, ebenso werden sein Sohn Dietrich, sein Bruder Megingoz und seine Neffen Gotpold und Heriman erwähnt. 1223 tritt ein Willehalm de Chosrochesreuite auf, der für den miles Heinrich von Schönhofen einen Weingarten in Winzer (in monte et loco Mulewinzer) an das Kloster St. Emmeram übergibt. Ein miles Burkhart von Kollersried bezeugt für Hadamar von Laaber eine Güterübertragung an das Kloster Pielenhofen. Die Bezeichnung als miles ist ein Hinweis auf den Bestand eines befestigten Sitzes in Kollersreut. Die Herren von Laber scheinen seit dem Beginn des 14. Jahrhunderts mit der Wahrnehmung der wittelsbachischen Herzogsrechte in dieser Gegend betraut gewesen zu sein und die Prüfeninger Grundherrschaft scheint nicht mehr bestanden zu haben.
Kollersried erscheint in der Folge als nichtgeistliche Hofmark, der Mitte des 16. Jahrhunderts einige seit 1470 im Besitz des Klosters Gnadenberg befindliche Güter zugeschlagen wurden. Wegen der Verpfändung des Amtes Hemau an die Kurpfalz gelangten auch die Landsassen in Kollersried an dieses Amt. Ein hier aufscheinender Hans Reisacher ist den Herzögen Johann und Siegmund von Bayern-München dienstpflichtig. 1540 wird nochmals ein Hans Reisacher genannt, vermutlich der Sohn des vorgenannten.
In der Neuenburger Landtafel sind folgende Besitzer der Hofmark Kollersried genannt:
- Hans Hisler (1541)
- Jörg Röderer (1543)
- Ludwig von Eyb (1552)
- Christoph Garhammer (1555)
- Hans Ludwig von Lentersheim (1562)
- Hans Brauch (1574–1586)
- Paulus Meusinger (1589–1592)
- Georg Meusinger (1598)
- Bartlme Häritsch zum Thurn (1606–1613)
- Simon von Labrique (1622)
- Marquart Prim von Labrique (1658)
- Peter Wilhelm von Dalem (1680)
- Philipp Veit Anton Prickel von Dalem (1715)
- Frau von Dalem, Witwe (1734)
- Johann Franz Märkel (1749)
- Josef von Plank (1783/1789), Kauf der Hofmark von der Witwe des Märkel
- Xaver von Pettenkofer (1793)
- Christoph von Pettenkofer (1804)

1820 wurde die Errichtung eines Patrimonialgerichts II. Klasse für den nobilitierten Amberger Landsrichter Goller, der Inhaber von Kollersried geworden war, genehmigt. Dieser hatte sich aufgrund der Kosten für die Erhebung in den Adelsstand so stark verschuldet, dass er Kollersried 1822 an Karl Falkner von Sonnenburg verkaufen musste. Dieser blieb Inhaber des Patrimonialgerichts bis zum 16. Mai 1848, dann verzichtete er freiwillig auf seine Rechte als Gerichtsherr.

## Beschreibung
Von dem ursprünglichen Sitz haben sich keine Befestigungselemente erhalten, auch wenn frühere Ansichten Mauern und Türme um die Hofmark darstellen. Damals war auch ein Bergfried deutlich abgehoben von dem Kirchturm zu erkennen. Zu der Hofmark gehörte auch die Kirche St. Jakobus d. Ä., die im Kern auf eine romanische Burgkapelle des 12. Jahrhunderts zurückgeht.
Der jetzige Schlossbau geht auf das 17. Jahrhundert zurück. Das Schloss ist ein zweigeschossiger und giebelständiger Halbwalmdachbau mit einem barocken Portal.